# Calliteara cordata
Calliteara cordata är en fjärilsart som beskrevs av Holloway 1976. Calliteara cordata ingår i släktet harfotsspinnare, och familjen tofsspinnare. Inga underarter finns listade i Catalogue of Life.